# الاتحادية الجزائرية للغولف
الاتحادية الجزائرية للغولف (بالفرنسية: )‏ ، هو اتحاد رياضي جزائري، تأسس لأول مرة في 1967، وهو مكلف بتنظيم مجال رياضة الغولف في الجزائر.

## غولف دالي إبراهيم
غولف دالي إبراهيم (الجزائر)
(بالفرنسية: Golf de Dely-Ibrahim)‏، هو ملعب غولف يقع في ضاحية دالي إبراهيم قرب الجزائر العاصمة في الجزائر. افتتح غولف دالي إبراهيم في 1927، يتكون الملعب من 18 حفرة ويمتد على 15 هكتار، يحتوي على أكاديمية غولف.